# تومازو وایلاتی
تومازو وایلاتی (ایتالیایی: Tommaso Vailatti؛  ‏ تلفظ ایتالیایی: [tomˈmaːzo]؛ ‏ زادهٔ ۱ فوریهٔ ۱۹۸۶) بازیکن فوتبال اهل ایتالیا است.
از باشگاه‌هایی که در آن بازی کرده‌است می‌توان به باشگاه فوتبال تورینو، باشگاه فوتبال لیورنو، باشگاه فوتبال ویچنزا، و باشگاه فوتبال ترنانا اشاره کرد.
وی همچنین در تیم ملی فوتبال ایتالیا بازی کرده‌است.